# Paul Gaustad
Paul Michael Gaustad (Fargo, 3 febbraio 1982) è un ex hockeista su ghiaccio statunitense.

## Carriera

### Club
Gaustad fu scelto dai Buffalo Sabres al draft del 2000 al settimo giro, 220ª scelta assoluta. Venne messo sotto contratto con un triennale, ma fece una sola presenza in NHL, durante la prima delle tre stagioni, giocando poi in American Hockey League coi Rochester Americans.
Il contratto gli fu comunque rinnovato, e Gaustad divenne una colonna dei Sabres, dove collezionò 517 presenze tra stagione regolare e play-off.
Il 27 febbraio 2012 lasciò la squadra di Buffalo nell'ambito di uno scambio che lo portò ai Nashville Predators. Perse gran parte della stagione 2012-2013 per infortunio, ma superò comunque le 200 presenze coi Predators prima di annunciare il ritiro nel settembre del 2016.

### Nazionale
Giocò con gli Stati Uniti i mondiali del 2011, chiusi all'ottavo posto.